# مسجد بوهونيكي
مسجد بوهونيكي (بالبولندية: Meczet w Bohonikach)‏ هو مسجد خشبي يقع في قرية بوهونيكي، محافظة بودلاسكي، في شمال شرق بولندا.

## التاريخ
تم بناء المسجد عند نقطة التحول بين القرن التاسع عشر والعشرين، على الأرجح في 1873. تم تشييده بعدما أحترق مسجدًا سابقًا للمقيمين التتاريين في نفس موقعه. كان المسجد السابق يقع بجوار مقبرة تاريخية في الجزء الشرقي من القرية، كانت موجودة منذ القرن الثامن عشر، أو السابع عشر.
خلال الحرب العالمية الثانية، تم تدمير المسجد من قبل الفيرماخت، الذي حول المبنى إلى مستشفى ميداني. بعد 1945، خضع المسجد للعديد من التجديدات الصغيرة. وكانت هناك خطط لتوسعة المسجد، لكن القيّم لم يسمح بطرح هذه الخطط.
في 2003 تم تجديد سقف المسجد. تم استبدال السقف الصفيح بألواح خشبية. في 2005، خضع المسجد لعملية ترميم كبيرة.